# Stage Madness
Stage Madness is een Amerikaanse dramafilm uit 1927 onder regie van Victor Schertzinger.

## Verhaal
Madame Lamphier is een bekende balletdanseres. Ze geeft haar carrière op om een gezin te stichten, maar dansen zit haar in het bloed en ze is al snel weer aan het oefenen voor haar rentree op het podium. Haar tirannieke echtgenoot laat haar in de steek en neemt hun dochter met zich mee. Jaren later treedt de dochter in de voetsporen van haar moeder.

## Rolverdeling
| Acteur            | Personage         |
| ----------------- | ----------------- |
| Virginia Valli    | Madame Lamphier   |
| Tullio Carminati  | Andrew Marlowe    |
| Virginia Bradford | Dora Anderson     |
| Lou Tellegen      | Pierre Doumier    |
| Richard Walling   | Jimmy Mason       |
| Tyler Brooke      | H.H. Bragg        |
| Lillian Knight    | Franse dienstmeid |
| Bodil Rosing      | Dienstmeid        |